# بای سیتی (اورگن)
بای سیتی (به انگلیسی: Bay City) شهری در شهرستان مارو ایالت اورگن است و در سرشماری سال ۲۰۱۱ میلادی، ۱٬۲۹۱ نفر جمعیت داشته که نسبت به سال ۲۰۱۰، ۰٫۷ درصد رشد جمعیت داشته‌است.

## موقعیت جغرافیایی
موقعیت جغرافیایی شهرها و مناطق اطراف به شرح زیر است: